# Clement Cheng
Clement Sze-Kit Cheng (鄭思傑) és un guionista, director de cinema i director d'art d'efectes visuals canadenc de Hong Kong.

## Primers anys
Nascut a Hong Kong, Cheng es va traslladar al Canadà amb la seva família quan era nen. El 1997, va tornar a Hong Kong per presenciar la transferència de la seva sobirania a la Xina, i va decidir quedar-se.

## Carrera cinematogràfica
Als 29ns Premis de Cinema de Hong Kong, Cheng i Derek Kwok van guanyar conjuntament el Premi de Cinema de Hong Kong al millor director. Tot i no haver practicat mai personalment cap arts marcials, Cheng va coescriure i codirigir Da lui toi, una pel·lícula d'arts marcials, amb Kwok. Els actors que Cheng i Kwok van triar per a la pel·lícula eren principalment persones que havien actuat al cinema de Hong Kong dels anys 70 i 80. La pel·lícula es va estrenar al Canadà al FanTasia 2010, i Cheng hi va assistir. També va assistir a la premiere al Regne Unit al Terracotta Far East Film Festival de 2011. Quan als 30ns Premis de Cinema de Hong Kong es va anunciar que Gallants havia guanyat el Premi de Cinema de Hong Kong a la millor pel·lícula, Cheng va saltar del seu seient i va començar a abraçar els membres del repartiment de la pel·lícula. Cheng estava a càrrec de la efectes visuals per a la pel·lícula de fantasia contemporània Rest on Your Shoulder i el drama de costums The Great Magician.

## Filmografia
| Title      | Release date | Studio      | Budget | Box office |
| ---------- | ------------ | ----------- | ------ | ---------- |
| Da lui toi | June 4, 2010 | Focus Films | ?      | $585,848   |